# Archive in der Schweiz
Die Liste der Archive in der Schweiz enthält Aufzählungen von staatlichen und nichtstaatlichen Archiven mit Sitz in der Schweiz.

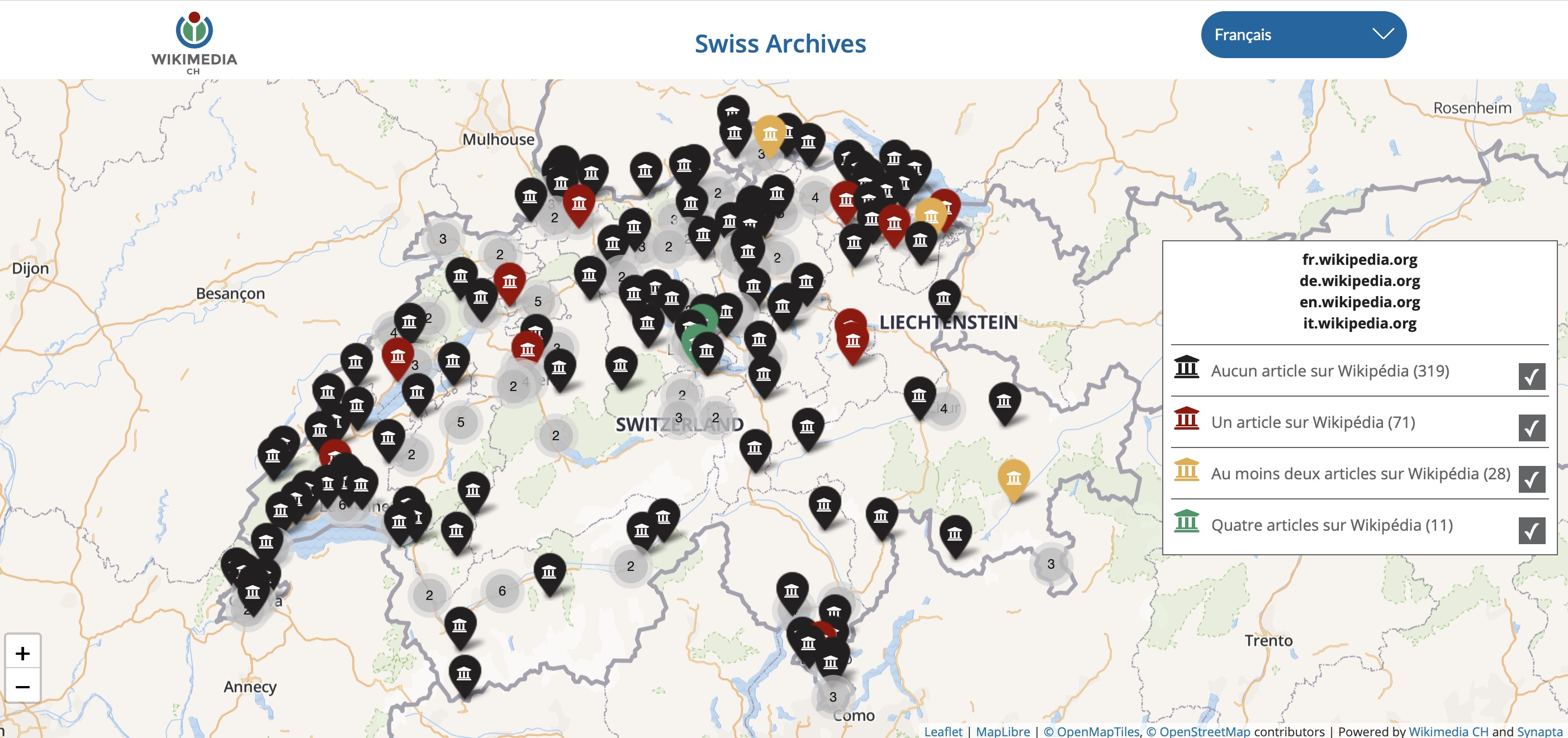
Archivlandschaft Schweiz (2022), Abfrage: [https://map.wikimedia.swiss/v/swiss-archives/?l=de Link

## Internationale Archive
- Archiv des Internationalen Komitees vom Roten Kreuz (IKRK)

## Nationale Archive
- Schweizerisches Bundesarchiv (Online-Zugang)
- Mikrofilmarchiv Heimiswil
- Schweizerische Nationalphonothek

## Kantonale Archive
| Bild | Name                                 | Kanton | Website            | Online-Katalog | Bestand auf Wikimedia Commons |
| ---- | ------------------------------------ | ------ | ------------------ | -------------- | ----------------------------- |
|      | Staatsarchiv des Kantons Zürich      | ZH     | staatsarchiv.zh.ch | Onlinekatalog  | Commons                       |
|      | Staatsarchiv des Kantons Bern        | BE     | be.ch/staatsarchiv | Onlinekatalog  | Commons                       |
|      | Staatsarchiv Luzern                  | LU     | staatsarchiv.lu.ch | Onlinekatalog  | Commons                       |
|      | Staatsarchiv Uri                     | UR     | staur.ch           | Onlinekatalog  | Commons                       |
|      | Staatsarchiv Schwyz                  | SZ     | sz.ch              | Onlinekatalog  | Commons                       |
|      | Staatsarchiv Obwalden                | OW     | staatsarchiv.ow.ch | Onlinekatalog  | Commons                       |
|      | Staatsarchiv Nidwalden               | NW     | nw.ch              | Onlinekatalog  | –                             |
|      | Landesarchiv des Kantons Glarus      | GL     | gl.ch              | Onlinekatalog  | Commons zum Gebäude           |
|      | Staatsarchiv des Kantons Zug         | ZG     | zg.ch              | Onlinekatalog  | Commons                       |
|      | Archives de l’Etat de Fribourg       | FR     | fr.ch              | Onlinekatalog  | –                             |
|      | Staatsarchiv des Kantons Solothurn   | SO     | so.ch              | –              | Commons                       |
|      | Staatsarchiv Basel-Stadt             | BS     | bs.ch              | Onlinekatalog  | Commons                       |
|      | Staatsarchiv Basel-Landschaft        | BL     | bl.ch              | Onlinekatalog  | Commons                       |
|      | Staatsarchiv Schaffhausen            | SH     | staatsarchiv.sh.ch | Onlinekatalog  | –                             |
|      | Staatsarchiv Appenzell Ausserrhoden  | AR     | staatsarchiv.ar.ch | Onlinekatalog  | Commons                       |
|      | Staatsarchiv Appenzell Innerrhoden   | AI     | ai.ch/landesarchiv | Onlinekatalog  | Commons                       |
|      | Staatsarchiv St. Gallen              | SG     | sg.ch              | Onlinekatalog  | Commons                       |
|      | Staatsarchiv Graubünden              | GR     | gr.ch              | Onlinekatalog  | Commons                       |
|      | Staatsarchiv Aargau                  | AG     | ag.ch              | Onlinekatalog  | Commons                       |
|      | Staatsarchiv Thurgau                 | TG     | staatsarchiv.tg.ch | Onlinekatalog  | Commons                       |
|      | Archivio di Stato del Cantone Ticino | TI     | ti.ch/archivio     | –              | Commons                       |
|      | Archives cantonales vaudoises        | VD     | patrimoine.vd.ch   | Onlinekatalog  | Commons                       |
|      | Staatsarchiv Wallis                  | VS     | vs.ch/saw          | Onlinekatalog  | –                             |
|      | Archives de l’Etat de Neuchâtel      | NE     | ne.ch              | Onlinekatalog  | –                             |
|      | Archives d’Etat de Genève            | GE     | ge.ch/archives     | Onlinekatalog  | Commons                       |
|      | Archives cantonales jurassiennes     | JU     | jura.ch            | Onlinekatalog  | –                             |

## Kommunale Archive (Auswahl)
| Bild | Name                                          | Kanton | Website                                            | Online-Katalog | Bestand auf Wikimedia Commons            |
| ---- | --------------------------------------------- | ------ | -------------------------------------------------- | --- | ---------------------------------------- |
|      | Stadtarchiv Aarau                             | AG     | aarau.ch                                           | Kein Online-Katalog | Nicht auf Commons                        |
|      | Stadtarchiv Aarburg                           | AG     | Keine eigene Website                               | Kein Online-Katalog | Nicht auf Commons                        |
|      | Gemeindearchiv Zurzach                        | AG     | Keine eigene Website                               | Kein Online-Katalog | Nicht auf Commons                        |
|      | Stadtarchiv Baden AG                          | AG     | baden.docuteam.ch                                  | Onlinekatalog | Nicht auf Commons                        |
|      | Stadtarchiv Bremgarten                        | AG     | Keine eigene Website                               | Kein Online-Katalog | Nicht auf Commons                        |
|      | Stadtarchiv Brugg                             | AG     | stadt-brugg.ch                                     | Online-Bestände | Nicht auf Commons                        |
|      | Stadtarchiv Kaiserstuhl                       | AG     | Keine eigene Website                               | Kein Online-Katalog | Nicht auf Commons                        |
|      | Ortsarchiv Klingnau                           | AG     | Keine eigene Website                               | Kein Online-Katalog | Nicht auf Commons                        |
|      | Stadtarchiv Laufenburg                        | AG     | Keine eigene Website                               | Kein Online-Katalog | Nicht auf Commons                        |
|      | Stadtarchiv Lenzburg                          | AG     | Keine eigene Website                               | Kein Online-Katalog | Nicht auf Commons                        |
|      | Stadtarchiv Mellingen                         | AG     | Keine eigene Website                               | Kein Online-Katalog | Nicht auf Commons                        |
|      | Stadtarchiv Rheinfelden                       | AG     | Keine eigene Website                               | Kein Online-Katalog | Nicht auf Commons                        |
|      | Stadtarchiv Zofingen                          | AG     | Stadtarchiv und Stadtbibliothek                    | Kein Online-Katalog | Nicht auf Commons                        |
|      | Stadtarchiv Liestal                           | BL     | Keine eigene Website                               | Kein Online-Katalog | Nicht auf Commons                        |
|      | Gemeindearchiv Riehen                         | BS     | Dokumentationsstelle                               | Kein Online-Katalog | Nicht auf Commons                        |
|      | Stadtarchiv Bern                              | BE     | bern.ch                                            | Onlinekatalog | Stadtarchiv Bern auf Commons             |
|      | Burgerbibliothek Bern                         | BE     | burgerbib.ch                                       | Onlinekatalog | Die Burgerbibliothek auf Commons         |
|      | Archives municipales de Bienne                | BE     | biel-bienne.ch                                     | Archivplan (pdf) (PDF)                                                                                                  | Nicht auf Commons                        |
|      | Stadtarchiv Burgdorf                          | BE     | Keine eigene Website                               | Kein Online-Katalog | Nicht auf Commons                        |
|      | Burgerarchiv Burgdorf                         | BE     | burgergemeinde-burgdorf.ch                         | Onlinekatalog | Nicht auf Commons                        |
|      | Gemeindearchiv Grindelwald                    | BE     | gemeinde-grindelwald.ch                            | Online-Katalog nicht öffentlich                                                                                         | Nicht auf Commons                        |
|      | Gemeindearchiv Köniz                          | BE     | koeniz.ch                                          | Onlinekatalog | Nicht auf Commons                        |
|      | Gemeindearchiv Oppligen                       | BE     | oppligen.ch                                        | Online-Katalog nicht öffentlich                                                                                         | Nicht auf Commons                        |
|      | Burgerarchiv Steffisburg                      | BE     | burgergemeinde-steffisburg.ch                      | Inventar 1993, pdf (PDF)                                                                                                | Nicht auf Commons                        |
|      | Stadtarchiv Thun                              | BE     | thun.ch                                            | Online-Bestandesübersicht                                                                                               | Nicht auf Commons                        |
|      | Burgerarchiv Thun                             | BE     | bgthun.ch                                          | Nur Lohner-Chronik | Nicht auf Commons                        |
|      | Stadtarchiv Freiburg (Schweiz) /              | FR     | ville-fribourg.ch                                  | Kein Online-Katalog |                                          |
|      | Archives de la ville de Romont                | FR     | archives-romont.ch                                 | Ansatzweise online erschlossen                                                                                          | Nicht auf Commons                        |
|      | Stadtarchiv Murten                            | FR     | Keine eigene Website                               | Kein Online-Katalog | Nicht auf Commons                        |
|      | Archives de la commune de Vernier             | GE     | Keine eigene Website                               | Kein Online-Katalog | Nicht auf Commons                        |
|      | Archives de la ville de Genève                | GE     | ville-ge.ch                                        | Kataloge online | Commons zum Palais Eynard                |
|      | Archives municipales de Carouge               | GE     | carouge.ch                                         | Stadtgeschichte online (ohne Katalog)                                                                                   | Commons zum Gebäude                      |
|      | Archiv der Landschaft Davos                   | GR     | Keine eigene Website                               | Kein Online-Katalog | Nicht auf Commons                        |
|      | Archivio comunale Mesocco                     | GR     | Fondazione Archivio a Marca                        | Online-Datenbank | Nicht auf Commons                        |
|      | Kulturarchiv Prättigau                        | GR     | Kulturarchiv Prättigau                             | Kein Online-Katalog | Nicht auf Commons                        |
|      | Stadtarchiv Chur                              | GR     | chur.ch                                            | Sehr kurze Bestandesübersicht (PDF)                                                                                     | Nicht auf Commons                        |
|      | Archives communales de Delémont               | JU     | delemont.ch                                        | Kein Online-Katalog | Nicht auf Commons                        |
|      | Gemeindearchiv Emmen                          | LU     | emmen.ch                                           | Kein Online-Katalog | Nicht auf Commons                        |
|      | Gemeindearchiv Kriens                         | LU     | Keine eigene Webseite                              | Nicht auf Commons |                                          |
|      | Stadtarchiv Luzern                            | LU     | stadtluzern.ch                                     | Onlinekatalog | Commons zum Gebäude                      |
|      | Stadtarchiv Sempach                           | LU     | sempach.ch                                         | Kein Online-Katalog | Nicht auf Commons                        |
|      | Stadtarchiv Sursee                            | LU     | sursee.ch                                          | Kein Online-Katalog | Nicht auf Commons                        |
|      | Archives de la Ville de La Chaux-de-Fonds     | NE     | chaux-de-fonds.ch                                  | Kein Online-Katalog | Nicht auf Commons                        |
|      | Archives de la ville de Neuchâtel             | NE     | neuchatelville.ch                                  | Online-Inventar | Nicht auf Commons                        |
|      | Stadtarchiv Wil                               | SG     | Ortsgemeinde und Stadtlexikon                      | Kein Online-Katalog | Nicht auf Commons                        |
|      | Bürgerarchiv Rapperswil                       | SG     | ogrj.ch                                            | Kein Online-Katalog | Nicht auf Commons                        |
|      | Stadtarchiv Rapperswil                        | SG     | rapperswil-jona.ch                                 | Kein Online-Katalog | Nicht auf Commons                        |
|      | Stadtarchiv der Ortsbürgergemeinde St. Gallen | SG     | ortsbuerger.ch                                     | Siehe Stadtarchiv St. Gallen                                                                                            | Nicht auf Commons                        |
|      | Stadtarchiv St. Gallen                        | SG     | stadtarchiv.ch                                     | Online Archivabfrage | Nicht auf Commons                        |
|      | Gemeindearchiv Neunkirch                      | SH     | Keine eigene Website                               | Kein Online-Katalog | Nicht auf Commons                        |
|      | Stadtarchiv Schaffhausen                      | SH     | stadtarchiv-schaffhausen.ch                        | Bestände online | Das Stadtarchiv Schaffhausen auf Commons |
|      | Stadtarchiv Stein am Rhein                    | SH     | steinamrhein.ch                                    | Kein Online-Katalog | Nicht auf Commons                        |
|      | Bürgerarchiv Solothurn                        | SO     | bgs-so.ch                                          | Kein Online-Katalog | Nicht auf Commons                        |
|      | Stadtarchiv Solothurn                         | SO     | stadt-solothurn.ch                                 | Online-Archivkatalog | Nicht auf Commons                        |
|      | Stadtarchiv Grenchen                          | SO     | grenchen.ch                                        | Verzeichnis der Bestände 2013 (PDF)                                                                                     | Das Stadtarchiv Grenchen auf Commons     |
|      | Stadtarchiv Olten                             | SO     | stadtarchiv-olten.ch                               | Online-Publikation in Vorbereitung                                                                                      | Nicht auf Commons                        |
|      | Stadtarchiv Arbon                             | TG     | Keine eigene Website                               | Kein Online-Katalog | Nicht auf Commons                        |
|      | Archiv der Bürgergemeinde Weinfelden          | TG     | Keine eigene Website                               | Kein Online-Katalog | Nicht auf Commons                        |
|      | Archiv der Volksschulgemeinde Bischofszell    | TG     | Keine eigene Website                               | Kein Online-Katalog | Nicht auf Commons                        |
|      | Archiv Volksschulgemeinde Bürglen             | TG     | Keine eigene Website                               | Kein Online-Katalog | Nicht auf Commons                        |
|      | Bürgerarchiv Frauenfeld                       | TG     | buergergemeinde-frauenfeld.ch                      | Eine Seite Bestandsbeschreibung (PDF; 3,8 MB)                                                                           | Nicht auf Commons                        |
|      | Stadtarchiv Frauenfeld                        | TG     | frauenfeld.ch                                      | Kein Online-Katalog | Nicht auf Commons                        |
|      | Archivio amministrativo comunale di Lugano    | TI     | lugano.ch                                          | Kein Online-Katalog | Nicht auf Commons                        |
|      | Archivio storico della Città di Lugano        | TI     | archiviostoricolugano.ch                           | Fondi archivistici | Nicht auf Commons                        |
|      | Archivio comunale di Bellinzona               | TI     | Keine eigene Website                               | Kein Online-Katalog | Nicht auf Commons                        |
|      | Archivio della città di Locarno               | TI     | locarno.ch                                         | Kein Online-Katalog | Nicht auf Commons                        |
|      | Talarchiv Ursern                              | UR     | andermatt.ch                                       | Kein Online-Katalog | Nicht auf Commons                        |
|      | Archives communales de Gland                  | VD     | gland.ch                                           | Online-Inventare unter anderem auf panorama.vd.ch                                                                       | Nicht auf Commons                        |
|      | Archives communales de Morges                 | VD     | morges.ch                                          | panorama.vd.ch | Nicht auf Commons                        |
|      | Archives communales de Nyon                   | VD     | nyon.ch                                            | Einige Inventarlisten Online auf der Website                                                                            | Nicht auf Commons                        |
|      | Archives communales de Prilly                 | VD     | prilly.ch                                          | Online-Inventar | Commons zum Gebäude                      |
|      | Archives communales de Pully                  | VD     | pully.ch                                           | panorama.vd.ch | Nicht auf Commons                        |
|      | Archives communales de Vevey                  | VD     | vevey.ch                                           | Grobe Bestandesbeschreibung online                                                                                      | Nicht auf Commons                        |
|      | Archives de la commune Le Lieu                | VD     | Keine eigene Website                               | panorama.vd.ch | Nicht auf Commons                        |
|      | Archives de la ville de Lausanne              | VD     | lausanne.ch                                        | Online-Kataloge (CinDoc)                                                                                                | Commons zum Gebäude                      |
|      | Archives de Montreux                          | VD     | commune-de-montreux.ch                             | Inventar teilweise online auf panorama.vd.ch                                                                            | Nicht auf Commons                        |
|      | Archives de la ville d’Yverdon-les-Bains      | VD     | www.yverdon-les-bains.ch                           | Kein Online-Katalog | Nicht auf Commons                        |
|      | Archives communales d’Orsières                | VS     | orsieres.ch                                        | Kein Online-Katalog | Commons zum Gebäude                      |
|      | Gemeindearchiv Martigny                       | VS     | Association des Archives de la Commune de Martigny | Kein Online-Katalog | Nicht auf Commons                        |
|      | Archives de la Bourgeoisie de Sion            | VS     | bourgeoisie-de-sion.ch                             | Nicht funktionierende Excel-Seiten („Répertoire alphabétique tiroirs“ und „Intitulés des tiroirs“) am Fuss der Webseite | Nicht auf Commons                        |
|      | Archives de la ville de Sion                  | VS     | sion.ch                                            | Kein Online-Katalog | Commons zum Gebäude                      |
|      | Bürgerarchiv Zug                              | ZG     | „Erschliessung des Bürgerarchivs“                  | Kein Online-Katalog | Commons zum Gebäude                      |
|      | Stadtarchiv Zug                               | ZG     | stadtzug.ch                                        | Online-Verzeichnis (bis 1942) von CMI STAR                                                                              | Siehe Bürgerarchiv Zug                   |
|      | Gemeindearchiv Thalwil                        | ZH     | Keine eigene Website                               | Kein Online-Katalog | Nicht auf Commons                        |
|      | Stadtarchiv Uster                             | ZH     | uster.ch                                           | Kein Online-Katalog | Stadtarchiv und Klaeui-Bibliothek Uster  |
|      | Stadtarchiv Winterthur                        | ZH     | stadtarchiv.winterthur.ch                          | Detailfindmittel im Lesesaal                                                                                            | Commons zum Gebäude                      |
|      | Stadtarchiv Zürich                            | ZH     | stadt-zuerich.ch                                   | Onlinekatalog | Altartafeln von Hans Leu                 |

## Kirchliche Archive
| Bild | Name                                      | Kanton | Website                | Online-Katalog | Bestand auf Wikimedia Commons |
| ---- | ----------------------------------------- | ------ | ---------------------- | -------------- | ----------------------------- |
|      | Archiv der Franziskaner (Freiburg i.Ü.)   | FR     | cordeliers.ch          |                |                               |
|      | Archiv des Ökumenischen Rats der Kirchen  | GE     | archives.oikoumene.org | Onlinekatalog  | Nicht auf Commons             |
|      | Archiv des ehemaligen Fürstbistums Basel  | JU     | aaeb.ch                | Onlinekatalog  | Nicht auf Commons             |
|      | Stiftsarchiv St. Gallen                   | SG     | sg.ch                  | Onlinekatalog  | Nicht auf Commons             |
|      | Zentralarchiv Stiftung Heilsarmee Schweiz | BE     | heilsarmee.ch          | Onlinekatalog  | Commons                       |

## Hochschularchive
| Bild | Name                                       | Kanton | Website         | Online-Katalog     | Bestand auf Wikimedia Commons |
| ---- | ------------------------------------------ | ------ | --------------- | ------------------ | ----------------------------- |
|      | UZH Archiv                                 | ZH     | archiv.uzh.ch   | Onlinekatalog      | Commons                       |
|      | Hochschularchiv der ETH Zürich             | ZH     | library.ethz.ch | Onlinekatalog      | Nicht auf Commons             |
|      | Zürcher Hochschule der Künste, Archiv ZHdK | ZH     | zhdk.ch         | Kein Onlinekatalog | Nicht auf Commons             |
|      | Universität St. Gallen, Universitätsarchiv | SG     | unisg.ch        | Kein Onlinekatalog | Nicht auf Commons             |
|      | Universität Luzern, Universitätsarchiv     | LU     | unilu.ch        | Kein Onlinekatalog | Nicht auf Commons             |

## Wirtschaftsarchive
| Bild | Name                               | Kanton | Website                     | Online-Katalog | Bestand auf Wikimedia Commons |
| ---- | ---------------------------------- | ------ | --------------------------- | -------------- | ----------------------------- |
|      | Schweizerisches Wirtschaftsarchiv  | BS     | ub.unibas.ch                | Onlinekatalog  | Commons zum Gebäude           |
|      | Stiftung Historisches Erbe der SBB | UR     | sbbhistoric.ch              | Onlinekatalog  | Commons                       |
|      | PTT-Archiv                         | BE     | mfk.ch/ptt-archiv           | Onlinekatalog  | Commons                       |
|      | Glarner Wirtschaftsarchiv          | GL     | glarnerwirtschaftsarchiv.ch | Onlinekatalog  | Commons                       |
|      | Konzernarchiv der Georg Fischer AG | SH     | archives.georgfischer.com   | Onlinekatalog  | Commons                       |

Siehe auch
- Liste der Firmenarchive in der Burgerbibliothek Bern
- Firmenarchive Schweizer Textilunternehmen

## Andere Archive
| Bild | Name                                                                       | Kanton            | Website                            | Online-Katalog | Bestand auf Wikimedia Commons |
| ---- | -------------------------------------------------------------------------- | ----------------- | ---------------------------------- | -------------- | ----------------------------- |
|      | Archiv der Kantonalen Denkmalpflege Aargau                                 | AG                |                                    | Onlinekatalog  | Nicht auf Commons             |
|      | Archiv für Agrargeschichte                                                 | BE                | histoirerurale.ch                  | Onlinesuche    | Nicht auf Commons             |
|      | Archiv für Frauen-, Geschlechter- und Sozialgeschichte Ostschweiz          | SG / TH / AI / AR | frauenarchivostschweiz.ch/         | Onlinesuche    | Nicht auf Commons             |
|      | Archiv für Medizingeschichte                                               | ZH                | ibme.uzh.ch                        |                | Nicht auf Commons             |
|      | Archiv für Zeitgeschichte                                                  | ZH                | afz.ethz.ch                        | Onlinekatalog  | Commons zum Gebäude           |
|      | Basler Afrika Bibliographien                                               | BS                | baslerafrika.ch                    |                | Nicht auf Commons             |
|      | Bildarchiv der ETH-Bibliothek                                              | ZH                | library.ethz.ch                    | Onlinekatalog  | Commons                       |
|      | Gosteli-Stiftung, Archiv zur Geschichte der schweizerischen Frauenbewegung | BE                | gosteli-foundation.ch              | Onlinekatalog  | Nicht auf Commons             |
|      | gta Archiv                                                                 | ZH                | archiv.gta.arch.ethz.ch            |                | Nicht auf Commons             |
|      | Kulturarchiv Oberengadin                                                   | GR                | kulturarchiv.ch                    | Onlinekatalog  | einige Bilder                 |
|      | Lichtspiel / Kinemathek Bern                                               | BE                | lichtspiel.ch/                     | Sammlungen     | Fotos Gebäude                 |
|      | Max Frisch-Archiv                                                          | ZH                | mfa.ethz.ch                        | Onlinekatalog  | Nicht auf Commons             |
|      | Rudolf Steiner Archiv                                                      | SO                | rudolf-steiner.com                 |                | Commons zum Gebäude           |
|      | Schweizer Archiv der Darstellenden Künste (SAPA)                           | BE / ZH           | tanzarchiv.ch / theatersammlung.ch |                | Nicht auf Commons             |
|      | Schweizerisches Kunstarchiv                                                | ZH                | sik.isea.ch                        |                | Nicht auf Commons             |
|      | Schweizerisches Literaturarchiv                                            | BE                | nb.admin.ch/snl                    | Onlinekatalog  | Nicht auf Commons             |
|      | Schweizerisches Sozialarchiv                                               | ZH                | sozialarchiv.ch                    | Onlinekatalog  | Commons zum Gebäude           |
|      | Schweizer Filmarchiv (Cinémathèque suisse)                                 | VD / ZH           | cinematheque.ch                    |                | Nicht auf Commons             |
|      | Thomas-Mann-Archiv                                                         | ZH                | tma.ethz.ch                        | Onlinekatalog  | Commons zum Gebäude           |